# Linguékoro
Linguékoro är en ort i Burkina Faso.   Den ligger i regionen Cascades, i den sydvästra delen av landet, 400 km sydväst om huvudstaden Ouagadougou. Linguékoro ligger 308 meter över havet och antalet invånare är 1 177.
Terrängen runt Linguékoro är huvudsakligen platt. Linguékoro ligger uppe på en höjd. Runt Linguékoro är det glesbefolkat, med 15 invånare per kvadratkilometer.. Det finns inga andra samhällen i närheten.
Omgivningarna runt Linguékoro är en mosaik av jordbruksmark och naturlig växtlighet.